# São Vicente
São Vincente (portugalsky Ilha de São Vicente, česky „ostrov svatého Vincenta“ podle Vincenta ze Zaragozy) je jeden z Kapverdských ostrovů. Patří do skupiny severních ostrovů Barlavento (Návětrné ostrovy). Leží mezi ostrovy Santo Antão a Santa Luzia. Má pouze jednu administrativní jednotku, Saõ Vincente. Jeho rozloha činí 227 km². Na délku měří 24 km a na šířku 16 km. V roce 2005 zde žilo 74 136 obyvatel, v roce 2010 se počet zvýšil na 79 474. Největším městem na ostrově je Mindelo, ve kterém žilo 70 000 obyvatel v roce 2005.

## Geografie
São Vicente leží mezi ostrovy Santo Antão a Santa Luzia. Od São Antão ho odděluje průliv Canal de Saõ Vicente. Rozloha ostrova činí 227 km². Ostrov je obklopen Atlantským oceánem a na severu ostrova leží záliv Porto Grande. Ostrov je poměrně hornatý, nejvyšší vrchol ostrova je Monte Verde s výškou 904 m n. m.
Hlavním a zároveň největším městem ostrova je Mindelo. Dalšími sídly na ostrově je jsou São Pedro, Baía das Gatas a Calhau. Na ostrově je letiště Césaria Évora Airport, 5 km od centra Mindela. Je zde nedostatek přírodních zdrojů a je zde pouze rybaření.